# La Farga (l'Hospitalet de Llobregat)
La Farga és un edifici de l'Hospitalet de Llobregat (Barcelonès) inclòs a l'Inventari del Patrimoni Arquitectònic de Catalunya.

## Descripció
Edifici industrial en què es combinen materials propis de l'arquitectura del ferro, com el maó vist, teula romana, ferro colat, vidre..., amb d'altres més moderns com són l'uralita i l'alumini. L'exterior és molt senzill, té les parets de maó i dues teulada a doble vessant. L'interior és un espai molt ample amb pocs elements sustentants.

## Història
L'any 1900 es va instal·lar la "Herrería San José", que és l'antecedent de La Farga.
L'any següent, aquesta ferreria va passar a propietat de la Societat "Altos Hornos de Cataluña, S.A.".
L'any 1925, es va posar en funcionament el primer forn elèctric. El seu funcionament es va desenvolupar sense grans problemes ni canvis importants fins a la important remodelació que va sofrir l'any 1959 i que permeté obrir el carrer Barcelona dins la plaça d'Anselm Clavé. A la dècada dels 70, dada la gran insalubritat i fum que desprenia la "Empresa" i després de les protestes repetides de tota la població del barri de Sant Josep (Les protestes de La Farga), els Alts Forns de Catalunya decidiren la suspensió del servei de La Farga.
L'any 1984, l'Ajuntament de L'Hospitalet, donat el bon estat de les instal·lacions, la va llogar per recinte de la Fira de la Ciutat. Actualment és un espai polivalent on es realitzen fires, convencions...